# Memorial Dreams
Memorial Dreams is een muziekalbum van de Duitse Frank Klare. Memorial Dreams gaat terug naar de begintijden van de elektronische muziek uit de Berlijnse School (jaren 70). Klare heeft lang gebruik moeten maken van afgedankte apparatuur van de Berlijnse School-band Tangerine Dream. Het album geeft een wisseling tussen langdurige en korte tracks. Het werd door sommigen (achteraf) gezien als een voorloper van Monumental Dreams uit 2004

## Musici
- Frank Klare – synthesizers

## Composities
1. Memorial Dreams 1 (1:00)
2. Memorial Dreams 2 (15:04)
3. Memorial Dreams 3 (14:16)
4. Memorial Dreams 4 (4:08)
5. Memorial Dreams 5 (4:53)
6. Memorial Dreams 6 (15:25)
7. Memorial Dreams 7 (4:47)
8. Memorial Dreams 8 (7:14)
9. Memorial Dreams 9 (3:57)
10. Memorial Dreams 10 (2:59)